# Tbilisi Grand Slam
Il Tbilisi Grand Slam è un torneo internazionale di judo che si tiene annualmente a Tbilisi, in Georgia.
Il torneo è parte del circuito IJF World Tour e conta ad oggi 10 edizioni.
Dalla sua fondazione fino al 2019 si è svolto sotto la denominazione di Tbilisi Gran Prix. 

## Edizioni
Di seguito la tabella delle edizioni del meeting.
| Edizione | Anno | Data          | Circuito            | Dettagli                | Rif.   |
| -------- | ---- | ------------- | ------------------- | ----------------------- | ------ |
| 1°       | 2014 | 04-06 ottobre | IJF World Tour 2014 | Tbilisi Grand Prix 2014 | [ 1 ]  |
| 2°       | 2015 | 20-22 marzo   | IJF World Tour 2015 | Tbilisi Grand Prix 2015 | [ 2 ]  |
| 3°       | 2016 | 25-27 marzo   | IJF World Tour 2016 | Tbilisi Grand Prix 2016 | [ 3 ]  |
| 4°       | 2017 | 31 mar-02 apr | IJF World Tour 2017 | Tbilisi Grand Prix 2017 | [ 4 ]  |
| 5°       | 2018 | 30 mar-01 apr | IJF World Tour 2018 | Tbilisi Grand Prix 2018 | [ 5 ]  |
| 6°       | 2019 | 29-31 marzo   | IJF World Tour 2019 | Tbilisi Grand Prix 2019 | [ 6 ]  |
| 7°       | 2021 | 26-28 marzo   | IJF World Tour 2021 | Tbilisi Grand Slam 2021 | [ 7 ]  |
| 8°       | 2022 | 03-05 giugno  | IJF World Tour 2022 | Tbilisi Grand Slam 2022 | [ 8 ]  |
| 9°       | 2023 | 24-26 marzo   | IJF World Tour 2023 | Tbilisi Grand Slam 2023 | [ 9 ]  |
| 10°      | 2024 | 22-24 marzo   | IJF World Tour 2024 | Tbilisi Grand Slam 2024 | [ 10 ] |
| 11°      | 2025 | 21-23 marzo   | IJF World Tour 2025 | Tbilisi Grand Slam 2025 | [ 11 ] |